# Ċ
Ċ, Ċċ [tʃ] Litera alfabetu łacińskiego używana w języku maltańskim. Wymawia się podobnie do polskiego [cz].

## Kodowanie
| Znak                   | Ċ                                     | Ċ                                     | ċ                                     | ċ                                     |
| ---------------------- | ------------------------------------- | ------------------------------------- | ------------------------------------- | ------------------------------------- |
| Nazwa w Unikodzie      | Latin Capital Letter C with Dot Above | Latin Capital Letter C with Dot Above | ċ Latin Small Letter C with Dot Above | ċ Latin Small Letter C with Dot Above |
| Kodowanie              | dziesiątkowo                          | szesnastkowo                          | dziesiątkowo                          | szesnastkowo                          |
| Unicode                | 266                                   | U+010A                                | 267                                   | U+010B                                |
| UTF-8                  | 196 138                               | c4 8a                                 | 196 139                               | c4 8b                                 |
| Odwołania znakowe SGML | &#266;                                | &#x010A;                              | &#267;                                | &#x010B;                              |
| Odwołania znakowe SGML | &Cdod;                                | &Cdod;                                | &cdot;                                | &cdot;                                |